# Pieter de Marees
Pieter de Marees war ein niederländischer Kaufmann und Entdeckungsreisender, der für den Bericht einer Reise zur Goldküste bekannt ist, die 1602 erschien.
Pieter de Marees war wahrscheinlich flämischen Ursprungs aus Antwerpen. Seine Reise begann am 1. November 1600 (Abfahrt). Sie kamen am 1. Januar 1601 in Ghana an und blieben bis zum 2. Januar 1602. Am 21. März 1602 kamen sie wieder in Amsterdam an. Sein Buch über das heutige Ghana erschien unter dem Kürzel P.D.M. Er beschreibt darin ausführlich die Kultur, Religion und die Gebräuche der Einwohner,  ihre Wirtschaft und die einheimische Flora und Fauna. Schon 1603 gab es eine deutsche Übersetzung und es folgten englische und lateinische Ausgaben. 1617 und 1650 gab es Neuauflagen in den Niederlanden.
Das Buch trug viel dazu bei, das Interesse an der Goldküste zu wecken. Erste Nachrichten davon erhielt man in den Niederlanden schon durch die Veröffentlichung des Itinerario von Jan Huygen van Linschoten (1596), in dem der Gelehrte Bernardus Paludanus (Berent ten Broecke) vom Reichtum der Goldküste an Elfenbein, Gewürzen, Gold und Baumwolle schrieb. Außerdem gab es Berichte von Barent Ericksz über das Land, die dieser von einem Franzosen erhielt, mit dem er auf São Tomé in portugiesischer Gefangenschaft saß. Daraufhin gab es ab 1598 zahlreiche Reisen von Niederländern nach Westafrika.
Das Buch liefert auch Informationen über den Senegal, Kap Verde, Nigeria (Benin) und Gabun (Cap Lopez). Es ist von großer Bedeutung für die Ethnologie der Völker in Ghana vor der Kolonialisierung.
1704 veröffentlichte Willem Bosman eine weitere niederländische Beschreibung der Goldküste.

## Schriften
- Beschrijvinghe ende historische verhael vant gout koninckrijck van Guinea : anders de goutcuste de Mina genaemt leggende in het deel van Africa, Amsterdam 1602, 1617,  Digitalisat der Ausgabe von 1617
- Wahrhafftige Historische Beschreibung deß gewaltigen Goltreichen Königreichs Guinea, sonst das Goltgestatt von Mina genannt, so in Africa gelegen, sampt desselben gantzen Beschaffenheit, auch Religion vnd Opinion, Handel vnd Wandel der Eynwohner daselbst ; beneben einer kurtzen Erzehlung, was die Schiffe, so dahin fahren wöllen, für ein Lauff durch die Canarische Jnseln, biß an das Cabo de Trespunctas, da das GoltGestatt sich anfänget, halten müssen, Frankfurt: Richter 1603 (deutsche Übersetzung von M. Gotthardt Arthus von Dantzig, Kupferstiche von den Brüdern Johann Theodor und Johann Israel van Bry)
- S.P. L’Honoré Naber (Herausgeber): Beschryvinghe ende historische verhael van het Gout Koninkrijck van Gunea. Anders de Gout-custe de Mina genaemt liggende in het deel van Africa, Den Haag, 1912
- Albert van Dantzig, Adam Jones:  Pieter de Marees, Description and historical account of the Gold Kingdom of Guinea (1602), Oxford 1987